# 南江 (慶尚南道)
南江（なんこう、ナムガン、남강）は、韓国政府統治下の河川で、洛東江の諸支流の中で最も大きい支流。流路長193.7kmで、洛東江の他の支流である琴湖江・乃城川・甘川・渭川・黄江・密陽江などの平均値である118.7kmより長く、流域面積は3466.3km2で、他の支流の平均値1794.4km2の約2倍である。

## 地形
南江は、氾濫原が狭く、丘陵地が本流の両岸に接近しているため曲流しきれず、谷幅は狭くなっている。後背湿地性湖沼は丘陵地の基底部に形成され、比較的短い谷間に渓流の方向と同形の湖沼が発達している。これらの湖沼は、山地の上流から流出する堆積物によって漸次埋積され、縮小されつつある。